# Megalopsalis puerilis
Espèce
Megalopsalis puerilis est une espèce d'opilions eupnois de la famille des Neopilionidae.

## Répartition
Cette espèce est endémique du Queensland en Australie. Elle se rencontre vers Binna Burra.

## Description
Les mâles mesurent de 2,35 à 2,38 mm.

## Systématique et taxinomie
Cette espèce a été décrite en 2013 par Christopher K. Taylor (d).

## Publication originale
- (en) Christopher K. Taylor, « Further revision of the genus Megalopsalis (Opiliones, Neopilionidae), with the description of seven new species », ZooKeys, vol. 328,‎ 2013, p. 59–117 (lire en ligne).